# Orthoameisensäuretrimethylester
Orthoameisensäuretrimethylester ist eine chemische Verbindung aus der Gruppe der Orthoester. Es ist ein Ester der hypothetischen Orthoameisensäure HC(OH)3.

## Gewinnung und Darstellung
Orthoameisensäuretrimethylester kann durch Reaktion von Chloroform mit Natriummethanolat gewonnen werden.

## Eigenschaften
Orthoameisensäuretrimethylester ist eine leichtentzündliche, flüchtige, farblose Flüssigkeit mit stechendem Geruch. Bei Normaldruck siedet die Verbindung bei 104 °C. Die molare Verdampfungsenthalpie beträgt 38,2 kJ·mol−1. In Wasser erfolgt eine Hydrolyse zu Ameisensäuremethylester und Methanol. Die Umsetzung verläuft mit einer Reaktionsenthalpie von −9,6 kJ·mol−1 schwach exotherm.

## Verwendung
Orthoameisensäuretrimethylester kann als Zwischenprodukt bei der Herstellung anderer chemischer Verbindungen (z. B. Acetale oder Verbindungen wie Benzimidazol, Vitamin B1) verwendet werden.

## Sicherheitshinweise
Orthoameisensäuretrimethylester bildet leicht entzündliche Dampf-Luft-Gemische. Die Verbindung hat einen Flammpunkt bei 13 °C. Der Explosionsbereich liegt zwischen 1,4 Vol.‑% als untere Explosionsgrenze (UEG) und 44,6 Vol.‑% als obere Explosionsgrenze (OEG). Die Grenzspaltweite wurde mit 0,79 mm (50 °C) bestimmt. Es resultiert damit eine Zuordnung in die Explosionsgruppe IIA. Die Zündtemperatur beträgt 255 °C. Der Stoff fällt somit in die Temperaturklasse T3.

## Verwandte Verbindungen
- Orthoameisensäuretriethylester
- Orthoessigsäuretrimethylester
- Dimethoxymethan (einfachstes Acetal)
- Tetramethoxymethan (einfachster Orthokohlensäureester)